# Dynsporre
Dynsporre (Linaria loeselii) är en grobladsväxtart som beskrevs av Schweigger. Enligt Catalogue of Life ingår Dynsporre i släktet sporrar och familjen grobladsväxter, men enligt Dyntaxa är tillhörigheten istället släktet sporrar och familjen grobladsväxter. IUCN kategoriserar arten globalt som nära hotad. Arten har ej påträffats i Sverige. Inga underarter finns listade i Catalogue of Life.